# Jon Morrison
Jon Morrison (Glasgow) is een Schots acteur.

## Carrière
Morrison begon in 1973 met acteren in de televisieserie Adam Smith, waarna hij nog meerdere rollen speelde in televisieseries en films. Hij is vooral bekend van zijn rol als DC Kenny Lockhart in de televisieserie Vera, waar hij al in 44 afleveringen speelde (2011-heden).

## Filmografie

### Films
Uitgezonderd korte films.
- 2020 A Savage Nature - als kok
- 2002 Sweet Sixteen - als Douglas
- 2000 Five Seconds to Spare - als Schotse huurmoordenaar
- 1997 Nil by Mouth - als Angus
- 1994 The Negotiator - als ??
- 1983 Slayground - als Webb
- 1982 Who Dares Wins - als Dennis
- 1979 That Summer! - als Tam

### Televisieseries
Uitgezonderd eenmalige gastrollen.
- 2011-heden Vera - als DC Kenny Lockhart - 53 afl.
- 2004-2008 High Times - als Eddie - 12 afl.
- 2004-2005 Dream Team - als Don Barker - 2 afl.
- 2003 Servants - als Andrew Adams - 6 afl.
- 1999 Psychos - als Eddie - 3 afl.
- 1994 Takin' Over the Asylum - als Jim - 2 afl.
- 1988 King & Castle - als Dane - 2 afl.
- 1982 Cloud Howe - als Jock Cronin - 4 afl.
- 1975 The Nearly Man - als Alan - 2 afl.